# Fosseuse

Fosseuse este o comună în departamentul Oise, Franța. În 1 ianuarie 2018 avea o populație de 729 de locuitori.